# Draconarius globulatus
Draconarius globulatus là một loài nhện trong họ Amaurobiidae.
Loài này thuộc chi Draconarius. Draconarius globulatus được miêu tả năm 2006 bởi Chami-Kranon, Sonthichai & Jia-Fu Wang.